# Corethrella inepta
Corethrella inepta är en tvåvingeart som beskrevs av Annandale 1911. Corethrella inepta ingår i släktet Corethrella och familjen Corethrellidae.
Artens utbredningsområde är Sri Lanka. Inga underarter finns listade i Catalogue of Life.